# Zielęcice (województwo łódzkie)
Zielęcice – wieś w Polsce położona w województwie łódzkim, w powiecie łaskim, w gminie Łask.
W latach 1975–1998 miejscowość należała administracyjnie do województwa sieradzkiego.
Przez wieś prowadzi droga gruntowa.
Przed II wojną światową wieś należała do Sulimierskich. Włodzimierz Sulimierski, ok. 1916 r., w miejscowym dworze zakwaterował, zapewniając także wyżywienie, oddział Polskiej Organizacji Wojskowej (POW) podczas odbywania intensywnych ćwiczeń bojowych.
W dniu 15 sierpnia 1863 r. pod Zielęcicami doszło do walk pomiędzy oddzialami powstańczymi generała Edmunda Taczanowskiego a 70 Kozakami i 2 rotami piechoty rosyjskiej pod dowództwem majora Stefanowa podążającymi od strony Szadku. W wyniku walk zginęło 3 powstańców i 2 żołnierzy rosyjskich. Po stronie rosyjskiej było 5 rannych.
W dwudziestoleciu międzywojennym w tutejszym majątku przebywał Jarosław Iwaszkiewicz. Słuchał tu wierszy recytowanych przez Światopełka Karpińskiego (1909-1940), młodego poetę pochodzącego z Łasku. Wspomnienie z pobytu w Zielęcicach Iwaszkiewicz zawarł we wstępie do zbiorku poezji Karpińskiego pt. "Poezje i satyry", wydanego w 1961 r.
Pamiątką po dawnym majątku w Zielęcicach jest stary i zaniedbany park w stylu angielskim, o powierzchni 3.2 ha z resztkami dworu wbudowanymi w mury świetlicy. Rośnie tu topola kanadyjska o obwodzie 3.7 metra uznana za pomnik przyrody.
W Zielęcicach, już w 2. połowie XVI w. wzmiankowano młyn nad Grabią. Tuż przed II wojną światową istniały tu dwa młyny. Na prawym brzegu rzeki stał, zbudowany w 1826 r. tzw. młyn handlowy lub kupiecki, który przerabiał ok. 3.5 - 4 tony ziarna w ciągu doby.
Na lewym brzegu natomiast stał młyn wzniesiony w 1. poł. XIX w., początkowo jako folusz, później przebudowany, a od 1916 r. napędzany turbiną elektryczną, przerabiający ok. 2 ton ziarna na dobę. Oba młyny rozebrano w czasie wojny, w latach 1941-42.
W 1947 r. powstał tu istniejący do dziś murowany młyn z drewnianym szczytem, stanowiący dziś własność prywatną. Młyn ten jest jedną z atrakcji znakowanego na żółto Szlaku Młynów nad Grabią, wiodącego wzdłuż tej rzeki z Kolumny do Widawy.